# Sälsjön (Gräsmarks socken, Värmland)
Sälsjön är en sjö i Sunne kommun i Värmland och ingår i Göta älvs huvudavrinningsområde. Sjön är 23 meter djup, har en yta på 0,808 kvadratkilometer och befinner sig 271 meter över havet.

## Delavrinningsområde
Sälsjön ingår i det delavrinningsområde (663640-133661) som SMHI kallar för Mynnar i Östra Flytjärn. Medelhöjden är 307 meter över havet och ytan är 18,9 kvadratkilometer. Det finns inga avrinningsområden uppströms utan avrinningsområdet är högsta punkten. Vattendraget som avvattnar avrinningsområdet har biflödesordning 6, vilket innebär att vattnet flödar genom totalt 6 vattendrag innan det når havet efter 327 kilometer. Avrinningsområdet består mestadels av skog (82 procent). Avrinningsområdet har 1,55 kvadratkilometer vattenytor vilket ger det en sjöprocent på 8,2 procent.